# Couvent Saint-François de Valladolid
Le couvent Saint-François de Valladolid (en espagnol : Convento de San Francisco) ou couvent franciscain de Valladolid est un couvent de franciscains situé à Valladolid, en Espagne.
Fondé au XIIIe siècle et situé à l'extérieur des murs de la ville, il fait face à la place du marché (future Plaza Mayor (en)). Le couvent est protégé et parrainé au cours de ce siècle par Yolande d'Aragon, épouse du roi Alphonse X. Son existence a eu un grand impact sur la vie sociale et religieuse de Valladolid, prolongeant sa vie jusqu'en 1836, date à laquelle il a été démoli et son terrain vendu. Il fait partie du patrimoine perdu de la ville de Valladolid.
L'explorateur Christophe Colomb est mort à Valladolid en mai 1506 et a été enterré dans l'église de ce couvent franciscain, bien qu'on ne sache pas dans quelle maison ou dans quel hôpital il est mort exactement. Lors de la commémoration des cinq-cents ans de sa mort, la mairie de Valladolid a placé une plaque en sa mémoire à l'endroit où se trouvait le couvent.